# Verein für Bewegungsspiele Stuttgart 1893 1985-1986
Questa voce raccoglie le informazioni riguardanti il Verein für Bewegungsspiele Stuttgart 1893 nelle competizioni ufficiali della stagione 1985-1986.

## Stagione
Nella stagione 1985-1986 lo Stoccarda, allenato dallo jugoslavo Otto Barić fino a marzo 1986 e poi avvicendato da Willi Entenmann, concluse il campionato al quinto posto. In coppa di Germania i Roten giunsero in finale, dove furono battuti dal Bayern Monaco, ma ottennero comunque la qualificazione in Coppa delle Coppe in quanto i bavaresi erano già campioni di Germania. Fu proprio il VfB a favorire la vittoria di questi ultimi. All'ultima giornata di campionato lo Stoccarda batté per 2-1 il Werder Brema e permise al Bayern l'aggancio a pari punti in testa alla classifica, che vinse grazie alla differenza reti.

## Maglie e sponsor
|  | Casa |  | Trasferta |

## Rosa
| N. |                           | Ruolo | Calciatore          |
| -- | ------------------------- | ----- | ------------------- |
| 6  | Germania Ovest (bandiera) | D     | Guido Buchwald      |
| 13 | Germania Ovest (bandiera) | D     | Günther Schäfer     |
|    | Germania Ovest (bandiera) | P     | Armin Jäger         |
|    | Germania Ovest (bandiera) | P     | Helmut Roleder      |
|    | Germania Ovest (bandiera) | D     | Bernd Förster       |
|    | Germania Ovest (bandiera) | D     | Karlheinz Förster   |
|    | Germania Ovest (bandiera) | D     | Thomas Gomminginger |
|    | Germania Ovest (bandiera) | D     | Hans-Peter Makan    |
|    | Germania Ovest (bandiera) | D     | Michael Nushöhr     |
|    | Germania Ovest (bandiera) | D     | Rainer Zietsch      |
|    | Germania Ovest (bandiera) | C     | Karl Allgöwer       |
|    | Germania Ovest (bandiera) | C     | Martin Fritz        |

| N. |                           | Ruolo | Calciatore          |
| -- | ------------------------- | ----- | ------------------- |
|    | Germania Ovest (bandiera) | C     | Jürgen Hartmann     |
|    | Germania Ovest (bandiera) | C     | Andreas Müller      |
|    | Germania Ovest (bandiera) | C     | Klaus Perfetto      |
|    | Germania Ovest (bandiera) | C     | Dirk Schlegel       |
|    | Islanda (bandiera)        | C     | Ásgeir Sigurvinsson |
|    | Germania Ovest (bandiera) | C     | Michael Spies       |
|    | Germania Ovest (bandiera) | A     | Jürgen Klinsmann    |
|    | Jugoslavia (bandiera)     | A     | Predrag Pašić       |
|    | Germania Ovest (bandiera) | A     | Peter Reichert      |
|    | Germania Ovest (bandiera) | A     | Erwin Waldner       |
|    | Germania Ovest (bandiera) | A     | Jörg Wolff          |

## Organigramma societario
Area tecnica
- Allenatore: Willi Entenmann
- Allenatore in seconda:
- Preparatore dei portieri:
- Preparatori atletici:

## Calciomercato

### Sessione estiva
| Acquisti | Acquisti        | Acquisti             | Acquisti |
| R.       | Nome            | da                   | Modalità |
| -------- | --------------- | -------------------- | -------- |
| C        | Dirk Schlegel   | Bayer Leverkusen     |          |
| A        | Predrag Pašić   | Sarajevo             |          |
| C        | Jürgen Hartmann | Offenburger          |          |
| D        | Michael Nushöhr | Saarbrücken          |          |
| C        | Klaus Perfetto  | Geislingen           |          |
| A        | Erwin Waldner   | Stoccarda (juniores) |          |

| Cessioni | Cessioni         | Cessioni       | Cessioni |
| R.       | Nome             | a              | Modalità |
| -------- | ---------------- | -------------- | -------- |
| A        | Rudi Lorch       | Ulma           |          |
| A        | Nico Claesen     | Standard Liegi |          |
| C        | Thomas Kempe     | Bochum         |          |
| D        | Reiner Maurer    | Karlsruhe      |          |
| D        | Kurt Niedermayer | Locarno        |          |

### Sessione invernale
| Acquisti | Acquisti | Acquisti | Acquisti |
| R.       | Nome     | da       | Modalità |
| -------- | -------- | -------- | -------- |

| Cessioni | Cessioni | Cessioni | Cessioni |
| R.       | Nome     | a        | Modalità |
| -------- | -------- | -------- | -------- |

## Risultati

### Bundesliga

#### Girone di andata
| Stoccarda 10 agosto 1985, ore 15:30 CEST 1ª giornata | Stoccarda | 0 – 0 referto | Borussia M'gladbach | Neckarstadion (31 000 spett.)\| Arbitro: \| Dellwing \| |
| Arbitro:                                             | Dellwing  |               |                     |                                                         |

| Arbitro: | Neuner |

|                                                  |           |                |
| Rummenigge 33’ Hoeneß 77’ Matthäus 84’ Mathy 88’ | Marcatori | 7’ (aut.) Eder |

| Arbitro: | Hontheim |

|            |           |                                                 |
| Herget 39’ | Marcatori | 2’ Sigurvinsson 27’, 72’ Allgöwer 82’ Klinsmann |

| Arbitro: | Gabor |

|  |           |            |
|  | Marcatori | 54’ Täuber |

| Arbitro: | Wahmann |

|            |           |                                                   |
| Schaub 69’ | Marcatori | 15’ Allgöwer 75’ Reichert 81’ (rig.) Sigurvinsson |

| Arbitro: | Osmers |

|                              |           |                  |
| Allgöwer 8’, 61’ Claesen 25’ | Marcatori | 23’ (rig.) Jambo |

| Arbitro: | Uhlig |

|                  |           |  |
| Gründel 18’, 74’ | Marcatori |  |

| Arbitro: | Föckler |

|                                                      |           |  |
| Sigurvinsson 3’ Klinsmann 30’, 61’, 79’ Allgöwer 86’ | Marcatori |  |

| Arbitro: | Assenmacher |

|  |           |             |
|  | Marcatori | 73’ Zietsch |

| Arbitro: | Barnick |

|                                                           |           |  |
| Allgöwer 29’, 36’, 52’ Müller 74’ Sigurvinsson 80’ (rig.) | Marcatori |  |

| Arbitro: | Pauly |

|                                            |           |                                                  |
| Gaudino 36’ Remark 51’, 56’, 64’ Schön 77’ | Marcatori | 2’ (rig.) Sigurvinsson 41’ Allgöwer 84’ Hartmann |

| Arbitro: | Theobald |

|  |           |                                           |
|  | Marcatori | 55’ Knappheide 68’, 70’ Fischer 90’ Kuntz |

| Arbitro: | Werner |

|            |           |                  |
| Theiss 87’ | Marcatori | 50’ Sigurvinsson |

| Arbitro: | Broska |

|                       |           |  |
| Buchwald 1’ Pašić 27’ | Marcatori |  |

| Arbitro: | Horeis |

|                       |           |  |
| Loose 48’ Schüler 71’ | Marcatori |  |

| Arbitro: | Matheis |

|                   |           |                      |
| Allgöwer 69’, 83’ | Marcatori | 35’, 89’ (rig.) Waas |

| Arbitro: | Kautschor |

|                                                                 |           |  |
| Burgsmüller 17’, 85’ Kutzop 34’, 43’ (rig.) Ordenewitz 56’, 74’ | Marcatori |  |

#### Girone di ritorno
| Arbitro: | Umbach |

|            |           |               |
| Dreßen 63’ | Marcatori | 82’ Klinsmann |

| Stoccarda 14 dicembre 1985, ore 15:30 CET 19ª giornata | Stoccarda   | 0 – 0 referto | Bayern Monaco | Neckarstadion (36 000 spett.)\| Arbitro: \| Ahlenfelder \| |
| Arbitro:                                               | Ahlenfelder |               |               |                                                            |

| Arbitro: | Heitmann |

|  |           |                            |
|  | Marcatori | 17’ Klinger 28’ Buttgereit |

| Arbitro: | Bruch |

|                |           |                        |
| Kleppinger 82’ | Marcatori | 53’ Pašić 59’ Allgöwer |

| Arbitro: | Weber |

|                                                                                       |           |  |
| Klinsmann 29’, 74’ Nushöhr 37’ (rig.), 63’ (rig.), 67’ (rig.) Allgöwer 81’ Müller 88’ | Marcatori |  |

| Arbitro: | Zimmermann |

|          |           |           |
| Seel 32’ | Marcatori | 12’ Pašić |

| Arbitro: | Schütte |

|           |           |  |
| Wolff 79’ | Marcatori |  |

| Arbitro: | Horeis |

|                        |           |                  |
| Geilenkirchen 21’, 39’ | Marcatori | 82’ Sigurvinsson |

| Arbitro: | Osmers |

|                               |           |              |
| Allgöwer 45’, 56’ Schäfer 47’ | Marcatori | 69’ Eckstein |

| Arbitro: | Barnick |

|  |           |                                                          |
|  | Marcatori | 15’ Spies 36’, 47’, 49’, 75’, 78’ Klinsmann 87’ Allgöwer |

| Arbitro: | Brehm |

|                             |           |            |
| Allgöwer 21’, 62’ Pašić 32’ | Marcatori | 60’ Bührer |

| Arbitro: | Föckler |

|  |           |                        |
|  | Marcatori | 79’ Reichert 88’ Wolff |

| Arbitro: | Wahmann |

|                            |           |                   |
| Pašić 3’ Nushöhr 7’ (rig.) | Marcatori | 72’ (rig.) Theiss |

| Arbitro: | Pauly |

|                      |           |                                |
| Brehme 60’ Dusek 74’ | Marcatori | 20’ Sigurvinsson 73’ Klinsmann |

| Arbitro: | Werner |

|                                                 |           |  |
| Klinsmann 28’, 35’ Sigurvinsson 46’ Förster 48’ | Marcatori |  |

| Arbitro: | Gabor |

|                       |           |               |
| Hielscher 66’ Cha 77’ | Marcatori | 23’ Klinsmann |

| Arbitro: | Hontheim |

|                   |           |                 |
| Allgöwer 22’, 52’ | Marcatori | 79’ Burgsmüller |

### Coppa di Germania
| Arbitro: | Assenmacher |

|                                                                        |           |                                     |
| Tripbacher 14’ (aut.) Buchwald 26’ Allgöwer 30’, 40’, 68’ Hartmann 80’ | Marcatori | 44’ Gorski 62’ Pahl 74’ Buchheister |

| Arbitro: | Ahlenfelder |

|  |           |            |
|  | Marcatori | 6’ Nushöhr |

| Arbitro: | Hontheim |

|                   |           |  |
| Allgöwer 14’, 23’ | Marcatori |  |

| Arbitro: | Brückner |

|                                                            |           |                  |
| Allgöwer 41’, 51’, 89’ Zietsch 60’ Pašić 85’ Klinsmann 87’ | Marcatori | 3’, 40’ Hartmann |

| Arbitro: | Wiesel |

|                                           |           |            |
| Müller 6’ Klinsmann 49’, 88’ Schlegel 85’ | Marcatori | 71’ Simmes |

| Arbitro: | Pauly |

|                                             |           |                            |
| Wohlfarth 34’, 40’, 77’ Rummenigge 65’, 72’ | Marcatori | 75’ Buchwald 85’ Klinsmann |

## Statistiche

### Statistiche di squadra
| Competizione      | Punti | In casa | In casa | In casa | In casa | In casa | In casa | In trasferta | In trasferta | In trasferta | In trasferta | In trasferta | In trasferta | Totale | Totale | Totale | Totale | Totale | Totale | DR  |
| Competizione      | Punti | G       | V       | N       | P       | Gf      | Gs      | G            | V            | N            | P            | Gf           | Gs           | G      | V      | N      | P      | Gf     | Gs     | DR  |
| ----------------- | ----- | ------- | ------- | ------- | ------- | ------- | ------- | ------------ | ------------ | ------------ | ------------ | ------------ | ------------ | ------ | ------ | ------ | ------ | ------ | ------ | --- |
| Bundesliga        | 41    | 17      | 11      | 3       | 3       | 39      | 14      | 17           | 6            | 4            | 7            | 30           | 31           | 34     | 17     | 7      | 10     | 69     | 45     | +24 |
| Coppa di Germania | -     | 4       | 4       | 0       | 0       | 18      | 6       | 2            | 1            | 0            | 1            | 3            | 5            | 6      | 5      | 0      | 1      | 21     | 11     | +10 |
| Totale            | 41    | 21      | 15      | 3       | 3       | 57      | 20      | 19           | 7            | 4            | 8            | 33           | 36           | 40     | 22     | 7      | 11     | 90     | 56     | +34 |

### Andamento in campionato
| Giornata  | 1  | 2  | 3  | 4  | 5  | 6 | 7  | 8 | 9 | 10 | 11 | 12 | 13 | 14 | 15 | 16 | 17 | 18 | 19 | 20 | 21 | 22 | 23 | 24 | 25 | 26 | 27 | 28 | 29 | 30 | 31 | 32 | 33 | 34 |
| --------- | -- | -- | -- | -- | -- | - | -- | - | - | -- | -- | -- | -- | -- | -- | -- | -- | -- | -- | -- | -- | -- | -- | -- | -- | -- | -- | -- | -- | -- | -- | -- | -- | -- |
| Luogo     | C  | T  | T  | C  | T  | C | T  | C | T | C  | T  | C  | T  | C  | T  | C  | T  | T  | C  | C  | T  | C  | T  | C  | T  | C  | T  | C  | T  | C  | T  | C  | T  | C  |
| Risultato | N  | P  | V  | P  | V  | V | P  | V | V | V  | P  | P  | N  | V  | P  | N  | P  | N  | N  | P  | V  | V  | N  | V  | P  | V  | V  | V  | V  | V  | N  | V  | P  | V  |
| Posizione | 12 | 16 | 11 | 13 | 10 | 6 | 11 | 7 | 6 | 4  | 6  | 8  | 7  | 6  | 7  | 8  | 8  | 8  | 8  | 9  | 9  | 7  | 8  | 6  | 7  | 7  | 7  | 6  | 5  | 5  | 5  | 5  | 5  | 5  |

Legenda:

Luogo: C = Casa; T = Trasferta. Risultato: V = Vittoria; N = Pareggio; P = Sconfitta.

### Statistiche dei giocatori
| Giocatore       | Bundesliga | Bundesliga | Bundesliga  | Bundesliga | Coppa di Germania | Coppa di Germania | Coppa di Germania | Coppa di Germania | Totale   | Totale | Totale      | Totale     |
| Giocatore       | Presenze   | Reti       | Ammonizioni | Espulsioni | Presenze          | Reti              | Ammonizioni       | Espulsioni        | Presenze | Reti   | Ammonizioni | Espulsioni |
| --------------- | ---------- | ---------- | ----------- | ---------- | ----------------- | ----------------- | ----------------- | ----------------- | -------- | ------ | ----------- | ---------- |
| K. Allgöwer     | 33         | 21         | 0           | 0          | 6                 | 8                 | 1                 | 0                 | 39       | 29     | 1           | 0          |
| G. Buchwald     | 32         | 1          | 3           | 1          | 6                 | 2                 | 0                 | 0                 | 38       | 3      | 3           | 1          |
| N. Claesen      | 7          | 1          | 2           | 0          | 1                 | 0                 | 1                 | 0                 | 8        | 1      | 3           | 0          |
| M. Fritz        | 6          | 0          | 0           | 0          | 1                 | 0                 | 0                 | 0                 | 7        | 0      | 0           | 0          |
| B. Förster      | 1          | 0          | 0           | 0          | 0                 | 0                 | 0                 | 0                 | 1        | 0      | 0           | 0          |
| K. Förster      | 27         | 1          | 7           | 0          | 6                 | 0                 | 1                 | 0                 | 33       | 1      | 8           | 0          |
| T. Gomminginger | 7          | 0          | 0           | 0          | 1                 | 0                 | 0                 | 0                 | 8        | 0      | 0           | 0          |
| J. Hartmann     | 27         | 1          | 0           | 0          | 6                 | 1                 | 0                 | 0                 | 33       | 2      | 0           | 0          |
| A. Jäger        | 7          | 0          | 0           | 0          | 1                 | 0                 | 0                 | 0                 | 8        | 0      | 0           | 0          |
| J. Klinsmann    | 33         | 16         | 4           | 0          | 6                 | 4                 | 0                 | 0                 | 39       | 20     | 4           | 0          |
| R. Lorch        | 3          | 0          | 0           | 0          | 0                 | 0                 | 0                 | 0                 | 3        | 0      | 0           | 0          |
| H. Makan        | 0          | 0          | 0           | 0          | 0                 | 0                 | 0                 | 0                 | 0        | 0      | 0           | 0          |
| A. Müller       | 29         | 2          | 10          | 0          | 6                 | 1                 | 1                 | 0                 | 35       | 3      | 11          | 0          |
| M. Nushöhr      | 30         | 4          | 6           | 0          | 5                 | 1                 | 0                 | 0                 | 35       | 5      | 6           | 0          |
| P. Pašić        | 22         | 5          | 1           | 0          | 5                 | 1                 | 0                 | 0                 | 27       | 6      | 1           | 0          |
| K. Perfetto     | 0          | 0          | 0           | 0          | 0                 | 0                 | 0                 | 0                 | 0        | 0      | 0           | 0          |
| P. Reichert     | 20         | 2          | 0           | 0          | 2                 | 0                 | 0                 | 0                 | 22       | 2      | 0           | 0          |
| H. Roleder      | 27         | 0          | 1           | 0          | 5                 | 0                 | 0                 | 0                 | 32       | 0      | 1           | 0          |
| D. Schlegel     | 12         | 0          | 0           | 0          | 2                 | 1                 | 0                 | 0                 | 14       | 1      | 0           | 0          |
| G. Schäfer      | 29         | 1          | 7           | 0          | 5                 | 0                 | 0                 | 0                 | 34       | 1      | 7           | 0          |
| Á. Sigurvinsson | 32         | 9          | 5           | 0          | 6                 | 0                 | 0                 | 0                 | 38       | 9      | 5           | 0          |
| M. Spies        | 4          | 1          | 0           | 0          | 2                 | 0                 | 0                 | 0                 | 6        | 1      | 0           | 0          |
| E. Waldner      | 0          | 0          | 0           | 0          | 0                 | 0                 | 0                 | 0                 | 0        | 0      | 0           | 0          |
| J. Wolff        | 10         | 2          | 0           | 0          | 0                 | 0                 | 0                 | 0                 | 10       | 2      | 0           | 0          |
| R. Zietsch      | 33         | 1          | 4           | 0          | 6                 | 1                 | 1                 | 0                 | 39       | 2      | 5           | 0          |